# V838 Herculis
V838 Herculis a explodat în 1991 în constelația Hercules cu o magnitudine aparentă de 5.0.

## Coordonate delimitative
Ascensie dreaptă: 18h 46m 31s.55
Declinație:  +12° 14' 05".0